# رویال انفیلد
رویال انفیلد (انگلیسی: Royal Enfield) شرکت خودروسازی هندی است، که در سال ۱۹۵۵ تأسیس شد.